# Bathybius
Bathybius (Bathybius haeckelii) var vad man trodde var protoplasmamassa, påträffad 1868 från prover som tagits från havets botten vid en brittisk djuphavsexpedition 1857.
I diskussionen om en uralstring spelade Bathybius en viktig roll. Det visade dock senare att vad som kallats bathybius var en konstprodukt, en fällning av svavelsyrad kalk som uppstod då bottenslammet från djuphavsbotten blandades med alkohol.